# La stanza intelligente
La stanza intelligente è il primo album in studio da solista del musicista italiano Boosta, pubblicato il 28 ottobre 2016 dalla Sony Music.

## Tracce
1. 1993 – 3:56
2. Mezzo uomo (feat. Cosmo) – 4:17
3. Sulla strada (feat. Nek) – 3:49
4. La stanza intelligente – 3:19
5. Santa Kaos (feat. Giuliano Palma) – 3:26
6. Come la neve (feat. Luca Carboni) – 4:17
7. Ad altezza uomo (feat. Briga) – 3:30
8. Noi (feat. Malika Ayane) – 3:25
9. Il mio compleanno (feat. Raf) – 3:36
10. La conversazione di noi due (feat. Enrico Ruggeri) – 4:17
11. All'altare (feat. Marco Mengoni) – 2:40
12. Quello che vuoi (feat. Diodato) – 4:46
13. Tutto bene – 3:45